# UEHV Gmunden
Der Union Eishockeyverein Gmunden (kurz UEHV) ist ein österreichischer Eishockeyverein aus Gmunden, der zurzeit in der Ö Eishockeyliga aktiv ist.

## Geschichte
Mit der Gründung des Eislaufvereines Gmunden 1870 wurde der Grundstein für Eishockey gelegt, damals wurde bereits begonnen mit Softbällen, selbst gebastelten Schlägern und Lederhelmen den Eishockeysport auf dem zugefrorenen Traunsee und den Gewässern des Bezirkes auszuüben. Offiziell wurde 1929 erstmals in Form einer Meisterschaft Eishockey gespielt, dies ist auch das Gründungsjahr des Vereins. 1933 wurde vom damaligen EC Gmunden der Titel des Westkreismeisters erzielt, 1950 sogar der Titel des UNION-Bundesmeister. 1961 wurde der Landesmeistertitel erkämpft und in den Jahren darauf mehrere gute Platzierungen im Spitzenfeld Österreichs. 1969 führte der chronische Eis- und Personalmangel zur Einstellung des Spielbetriebes, der Verein selbst wurde jedoch weitergeführt.
Im Jahr 1984 kam es zur Errichtung einer Kunsteisbahn in Gmunden, die zu einer Wiederbelebung des Vereins führte. In den folgenden Saisonen nahm der UEHV Gmunden an Meisterschaften der Landesliga, Regionalliga und der Oberliga teil. In der Saison 1997/08 gelang der 3. Platz in der Oberliga, in der Folgesaison der Vizemeistertitel in der Regionalliga Mitte. In der Saison 2007/08 wurde der Meistertitel der 1. OÖ Landesliga erreicht und mit dem Meistertitel der Eishockeyliga Ost konnte der erste überregionale Titel geholt werden. In den folgenden Jahren wurde in der 2. Oberösterreichischen Landesliga gespielt, in der Saison 2015/16 gelang mit dem Meistertitel der Aufstieg in die 1. Oberösterreichische Landesliga, in dieser konnte dann 2018/19 der Vizemeistertitel erreicht werden. In der Saison 2021/22 stieg der Verein in die neu gegründete österreichweite 3. Liga (Ö-Liga) in der Gruppe Nord/Ost ein.
In der Saison 2024/25 konnte erstmals der Meistertitel in der 3. Liga (Ö-Liga) gefeiert werden, nachdem im Grunddurchgang der 3. Platz erreicht wurde und im Viertelfinale der HC Kufstein Dragons, im Halbfinale der EHC Lustenau und im Finale der SC Hohenems bezwungen wurden.